# سپاه نهم (ایالات متحده آمریکا)
سپاه نهم ایالات متحده آمریکا (انگلیسی: IX Corps) سپاهی از نیروی زمینی ایالات متحده آمریکا بود. در بیشتر تاریخ عملیاتی خود، ستاد مرکزی سپاه نهم در ژاپن یا اطراف آن و تابع فرماندهی خاور دور نیروی زمینی ایالات متحده بود.
این سپاه که پس از جنگ جهانی اول ایجاد شد، تقریباً ۲۰ سال بعد، تا قبل از جنگ جهانی دوم فعال نشد. این سپاه بیشتر جنگ جهانی دوم را صرف دفاع از سواحل غربی ایالات متحده کرد و سپس به هاوایی و جزیره لیته نقل مکان کرد تا عملیات نیروهای آمریکایی را که در سراسر اقیانوس آرام پیشروی می‌کردند، برنامه‌ریزی و سازماندهی کند. پس از پایان جنگ، سپاه نهم در اشغال سرزمین اصلی ژاپن شرکت کرد.
تنها نبرد این سپاه در جنگ کره بود. سپاه نهم بیشتر به خاطر شاهکارهایش به عنوان فرماندهی ارشد ارتش هشتم ایالات متحده شناخته می‌شود که فرماندهی نیروهای خط مقدم سازمان ملل را در حملات و ضدحملات متعدد در طول جنگ بر عهده داشت. این سپاه در بیشتر دوران درگیری در خطوط مقدم خدمت کرد و فرماندهی چندین لشکر رزمی را به‌طور همزمان بر عهده گرفت. پس از پایان جنگ کره، سپاه نهم چندین سال در کره ماند تا اینکه به ژاپن منتقل شد. این سپاه تقریباً ۴۰ سال به عنوان فرماندهی اداری نیروهای ارتش ایالات متحده در آنجا فعالیت داشت و بر عملکردهای اداری نظارت می‌کرد، اما هیچ جنگی انجام نمی‌داد. سرانجام در سال ۱۹۹۴ غیرفعال و ادغام شد.